# Episodi di Shetland (terza stagione)
La terza stagione della serie televisiva Shetland è stata trasmessa nel Regno Unito per la prima volta dall'emittente BBC One dal 15 gennaio al 4 marzo 2016. A differenza delle prime 2 stagioni (composte da storie raccontate in 2 parti per episodio), le stagioni seguenti (dalla terza all'ottava) non hanno titolo e sono composte per ogni stagione da uniche storie raccontate in sei episodi susseguenti e scritte esclusivamente per la televisione.
| nº | Titolo originale | Titolo italiano | Prima TV UK      | Prima TV Italia |
| -- | ---------------- | --------------- | ---------------- | --------------- |
| 1  | Episode 1        | Episodio 1      | 15 gennaio 2016  | 10 gennaio 2019 |
| 2  | Episode 2        | Episodio 2      | 22 gennaio 2016  | 10 gennaio 2019 |
| 3  | Episode 3        | Episodio 3      | 5 febbraio 2016  | 17 gennaio 2019 |
| 4  | Episode 4        | Episodio 4      | 12 febbraio 2016 | 17 gennaio 2019 |
| 5  | Episode 5        | Episodio 5      | 19 febbraio 2016 | 24 gennaio 2019 |
| 6  | Episode 6        | Episodio 6      | 4 marzo 2016     | 24 gennaio 2019 |